# 북장성 나들목
북장성 나들목(Bukjangseong IC)은 전라남도 장성군 장성읍에 위치한 호남고속도로의 16-1번 하이패스 교차로이다.

## 연혁
- 2021년 4월 16일: 착공[1]
- 2024년 10월 22일: 개통[2]

## 구조물 정보
- 위치: 
  - 상: 전라남도 장성군 장성읍 유탕리
  - 하: 전라남도 장성군 장성읍 영천리

## 접속하는 도로
- 국도 제1호선 (하서대로)